# Panhandle du Nebraska

Carte du Nebraska, en rouge la Panhandle

La panhandle du  Nebraska (Nebraska Panhandle) est une région de l'ouest de l'état américain du Nebraska qui forme l'un des corridors géographiques américains, nommés en anglais panhandles (littéralement « manche de poêle »).  
La panhandle est bordée par les États du Dakota du Sud (au nord), du Wyoming (à l'ouest) et du Colorado (au sud).
La largeur de la panhandle du Nebraska représente les deux tiers de la largeur du reste de l'État. Elle mesure approximativement 164 km d'est en ouest et 205 km du nord au sud. Elle comprend onze comtés, couvrant une superficie de 36 728 km2 soit 18,45 % de la superficie du Nebraska. Sa population, lors du recensement de 2000 était de 90 410 habitants soit environ 5,28 % de la population de l'État. Sa plus grande ville est Scottsbluff, située dans la partie ouest-centrale de la panhandle.
Cette forme géographique résulte du fait que le Nebraska a volontairement abandonné son « coin » sud-ouest au Colorado voisin car le terrain montagneux de ce territoire ne convenait pas à la construction de voies ferrées et que les mineurs travaillant dans ces montagnes étaient alors largement perçus comme un groupe immoral et une menace pour le mode de vie des fermiers du reste de l'État.

## Comtés
| - Comté de Banner - Comté de Box Butte - Comté de Cheyenne - Comté de Dawes | - Comté de Deuel - Comté de Garden - Comté de Kimball - Comté de Morrill | - Comté de Scotts Bluff - Comté de Sheridan - Comté de Sioux |

## Principales villes
- Alliance
- Chadron
- Kimball
- Scottsbluff - Gering
- Sidney
- Bridgeport

## Lieux remarquables
La panhandle du Nebraska possède une grande variété géographique et géologique, la région est composée de différentes petites régions. Les principaux points d'intérêt sont:  
- Agate Fossil Beds National Monument
- Carhenge
- Sandhills
- Chimney Rock
- Fort Robinson
- Pine Ridge (en)
- Parc géologique de Toadstool (en)
- Scotts Bluff National Monument
- Wildcat Hills (en)
- North Platte